# August Schnitzler
Carl August Schnitzler (* 18. November 1794 in Gräfrath; † 11. Juni 1861 in Wiesbaden) war ein deutscher Unternehmer.

## Leben
Schnitzler wurde als Kaufmann in Solingen und Brüssel ausgebildet. Nach seiner Ausbildung trat er 1816 in das väterliche Handels- und Produktionshaus Schnitzler & Kirschbaum ein. Schnitzler & Kirschbaum handelte mit Solinger und bergisch-märkischen Industriewaren. 1823 wurde August Schnitzler zusammen mit seinem jüngeren Bruder Albert Teilhaber des Unternehmens. Mit der Zollvereinsgründung trennten sich die bisherigen Teilhaber im Jahr 1835, das Unternehmen firmierte seitdem als August & Albert Schnitzler.
Schnitzler setzte sich für die Gründung einer Handelskammer und Fabrikengerichts in Solingen ein. Er wurde 1840 zum ersten Präsidenten der Handelskammer für Solingen (Vorläufer der Industrie- und Handelskammer Wuppertal-Solingen-Remscheid) gewählt und amtierte in diesem Amt ab 1841. Nach Differenzen um die Bekämpfung des Trucksystems trat er 1845 von seinen Ämtern bei der Kammer zurück und Carl Gustav Weyersberg wurde sein Nachfolger. Schnitzler wurde 1848 zum stellvertretenden Abgeordneten der Frankfurter Nationalversammlung gewählt. 1850 wurde er erneut zum Präsidenten der Handelskammer gewählt. 1851 zog er sich aus der Firma und vom Amt des Handelskammerpräsidenten zurück, ihm folgte Johann Ferdinand Wilhelm Jagenberg. Er siedelte nach Bonn um, wo er fortan als Rentier lebte. Aus gesundheitlichen Gründen zog er 1859 nach Wiesbaden, wo er 1861 verstarb.

## Familie
Sein Sohn, Albert Schnitzler (1838–1906), war 1879–1905 ebenfalls Handelskammerpräsident. Bekanntestes Familienmitglied in der späteren Kölner Bankiersfamilie Schnitzler wurde der Enkel von Augusts Bruder Karl Eduard, der Fernsehkommentator der DDR Karl-Eduard von Schnitzler („Der Schwarze Kanal“).

## Auszeichnungen und Ehrungen
- Schnitzler trug den Titel eines Königlich-preuß. Kommerzienrates.